# Dessin animé
Ne doit pas être confondu avec Image animée.
Réalisé sur différents supports (papier, carton, verre, cello, ordinateur…), un dessin animé est un film d'animation consistant à communiquer aux spectateurs l'illusion du mouvement de personnages ou d'objets en enregistrant image par image une suite de dessins représentant les différentes phases de ce mouvement.
Le terme exclut les animations non dessinées : (animation en papier découpé, en volume (dont pâte à modeler), pixilation). Par métonymie, ce terme désigne aussi les séries d'animation et les films d'animations en tant que tels.
Au Japon, un style particulier de films animés, inspiré des mangas, s'est développé et est désigné sous le terme anime.
Le dessin animé est surtout connu pour son succès auprès des enfants, même si une grande part de la production ne s'adresse pas uniquement à eux.

## Histoire

### Premiers dessins animés
Les premiers dessins animés sont les pantomimes lumineuses d'Émile Reynaud. Il les projette pour la première fois le 28 octobre 1892 devant un public payant assemblé dans une salle du sous-sol du musée Grévin, à l'aide de son Théâtre optique qui utilise une bande continue de 70 mm de large, constituée de carrés de gélatine protégée par de la gomme laque, sur laquelle sont dessinés et coloriés aux encres à l'aniline plusieurs personnages qui font partie d'une dramaturgie complète de 1 minute et demie (plus tard, la durée de ses fictions iront jusqu'à 5 minutes). Ce sont les premières projections sur grand écran (par rétroprojection), trois ans avant celles des frères Lumière et des autres inventeurs européens, qui ne seront organisées qu'à partir de mars 1895,. La technique utilisée s'appelle aujourd'hui l'animation sans caméra.
En 1906, James Stuart Blackton réalise le premier dessin animé produit avec une caméra utilisant de la pellicule photographique, dont il modifie le mécanisme pour prendre ce qu'on appellera en France lorsque l'on découvrira le film : « le “mouvement américain”. Il était encore inconnu en Europe ». C'est Humorous Phases of Funny Faces, c'est-à-dire : Phases amusantes de figures rigolotes, qui dure trois minutes.
Plus tard, le Français Émile Courtet, dit Émile Cohl, reprend la technique de Blackton, dont il semble avoir été le premier à comprendre le mécanisme, et réalise Fantasmagorie (une minute et quarante secondes), premier dessin animé traditionnel. Il réalise quelque trois cents films, dont une majeure partie de films d'animation. Il exporte son talent aux États-Unis entre 1912 et 1914 dans des studios de Fort Lee, non loin de New-York.
C'est aux États-Unis que la technique du dessin animé va être développée et industrialisée, ce qui explique le nombre important de termes anglais utilisés dans la profession. Les cartoons des grandes compagnies et les longs métrages des studios de Walt Disney vont contribuer à définir l'esthétique du dessin animé classique.

## Techniques traditionnelles

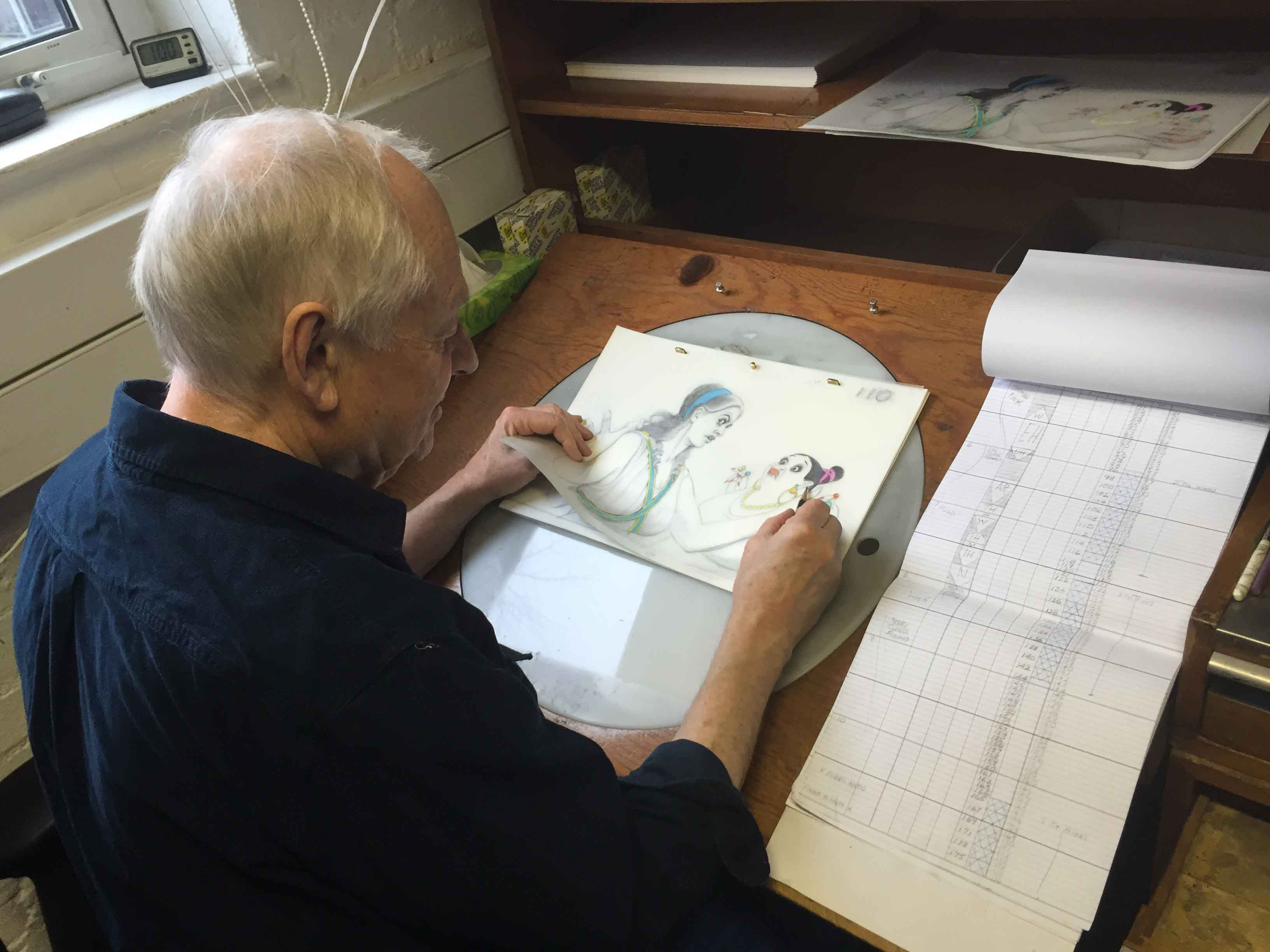
Dessin à la table lumineuse : Richard Williams à Aardman Animations.

Ces techniques sont encore utilisées, même si elles sont parfois associées à l'animation informatique, mais elles sont de plus en plus rarement employées, la souplesse de l'animation par ordinateur étant un atout majeur de cet outil, aussi bien sur le plan pratique que sur le plan économique.

### Cadence de prise de vues
Émile Reynaud exécutait un nombre assez faible de dessins qui apparenterait aujourd'hui les pantomimes lumineuses à l'animation limitée. Les dessins animés photographiques des années 1900 à 1930 étaient conçus pour une cadence de prise de vues allant de dix, douze à seize dessins pour chaque seconde de film, en redoublant parfois la prise de vues sur  dessins par économie.
L'apparition du film sonore optique au début des années 1930, nécessitant une vitesse de défilement plus importante de la pellicule, porta cette cadence à 24 images par seconde, exigeant 24 dessins différents par seconde, ou la possibilité de doubler la prise de vues de certains dessins, surtout par économie. La télévision nécessite selon les standards de diffusions des différents pays de 30 ou 25 images par seconde, mais les films d'animation prévus exclusivement pour ce média, sont d'abord réalisés à raison de 24 images par seconde (pour une éventuelle présentation en salle de cinéma) avant d'être portés à 30 ou 25 images par seconde. Cette dualité oblige à confectionner deux versions de la bande son pour éviter que le passage à une plus grande cadence n'accélère le son et le pousse ainsi dans les aigus.
Les séries de dessins animés japonais des années 1970, visant le marché mondial de la télévision, sont réalisées à l'économie en triplant parfois la prise de vues sur chaque dessin, ou en utilisant systématiquement les boucles d'animation (reproduction du même mouvement). L'économie de dessins ne signifie pourtant pas nécessairement que le résultat visuel soit de moins bonne facture ; elle part simplement du postulat qu'un mouvement rapide ne demande pas une décomposition similaire à un geste lent et détaillé. Philippe Caza évoque d'ailleurs cette erreur d'appréciation en 1988 à propos des animations « classiques » du film Gandahar réalisé par René Laloux (bénéficiant de 24 dessins réalisés par seconde de film), au rendu « ectoplasmique » (selon les dires du dessinateur), en comparaison des techniques plus modernes du très dynamique Akira sorti la même année mais n'utilisant parfois qu'une quinzaine de dessins par seconde.
Dans les années 2010, le format de la télé numérique s'est standardisé : le ratio de base est le 16:9eme, la cadence image est de 25 images par seconde (en Europe), et le signal entrelacé a fait place à des suites d'images pleines, le mode « progressif ». Ce standard de qualité évite les complications liées aux changements de normes entre les pays. Si un gain de qualité en résulte, cela condamne toutefois nombre de dessins animés réalisés pour la télévision à adopter des bandes noires sur les bords droit et gauche de l'écran, du fait de leur ratio originel en 4:3.

### Outils de l'animation traditionnelle
- Le cellulo, feuille souple transparente d'acétate de cellulose, permet de dessiner les personnages sur plusieurs couches et d'éviter de redessiner les parties immobiles du personnage et de limiter l'animation aux autres parties. Par exemple, pour un gros plan, la juxtaposition de la bouche qui mime la parole, dessinée sur un cellulo, des yeux qui clignent sur un autre, et enfin du visage, permet d'économiser la répétition sans intérêt de ce dernier, sauf si la tête doit elle aussi bouger, tourner, hocher, etc.

- Les tenons, dite peg-bar, permettent la juxtaposition exacte des cellulos sur la table lumineuse. Le décor est peint sur papier épais, généralement à la gouache, à l'acrylique ou à l'aquarelle et il est positionné sous l'empilement des cellulos d'animation. Certains éléments du décor pouvant être en mouvement (comme une porte qui s'ouvre), ces éléments ne figurent pas dans le décor arrière, mais sur des cellulos et sont animés image par image comme les personnages.

L'animation est une technique dévoreuse de temps. Pour satisfaire à sa rentabilité, l'équipe d'animation est importante. Le réalisateur, le ou les scénaristes, et le chef animateur déterminent le déroulement de l'histoire par des dessins préparatoires (scénarimage). Les animateurs dessinent, au crayon sur des calques de papier empilables sur des tenons, les instants clés de l'animation d'un plan et décident de la durée du plan, donc du nombre de dessins nécessaires à l'animation. Les intervallistes crayonnent alors chacun des dessins intermédiaires dont ils peuvent tester la validité en les effeuillant selon la technique du folioscope. Ces calques sont ensuite filmés, l'un après l'autre, image par image. Le rendu en projection est alors discuté, des transformations de détail peuvent être proposées. L'animation étant acceptée ou modifiée, une autre équipe reprend chaque dessin sur calque que l'on dispose sous un cellulo et que l'on copie par transparence à l'encre de Chine. Tous les cellulos encrés (généralement en noir) sont alors confiés aux gouachistes (profession identique à celle des coloristes) qui les colorient un par un selon la technique du vitrail, c'est-à-dire en travaillant sur les cellulos disposés à l'envers afin de remplir les couleurs dans les limites du tracé à l'encre noire.
Les empilements de cellulos, séparés l'un de l'autre par des calques neufs, sont ensuite filmés image par image sur un banc spécial de prise de vues, le banc-titre, appelé dans ce cas banc d'animation.

## Informatisation

Cycle de vie d'une fleur.

Dans les années 1990, l'informatique a remplacé progressivement les techniques traditionnelles. Si le processus de production reste globalement similaire, les outils ont pour leur part, petit à petit, cédé leur place à des équivalents numériques, permettant une réduction des coûts de production et un allègement du matériel. Les animateurs ont dû néanmoins s'adapter aux nouveaux outils dont la logique et leurs possibilités diffèrent grandement de la technique traditionnelle du dessin animé.
La différence la plus importante réside dans l'avènement de l'animation vectorielle. Outre ses avantages en termes de résolution (un dessin vectoriel peut profiter d'un grossissement infini sans perdre de sa qualité), cette technique autorise la déformation d'un objet et la génération automatique d'étapes d'animation par interpolation entre deux points clés. Elle est très prisée dans les sphères amateurs puisqu'elle autorise des rendus professionnels et des animations complexes sans forcément nécessiter l'intervention d'une grande équipe.
Cette technique suppose qu'entre deux phases du mouvement, l'animateur détermine les positions et l'état (taille, déformation, rotation) de son objet. L'ordinateur calcule ensuite les étapes manquantes, donnant un aperçu rapide de l'animation complète et autorisant par conséquent à un animateur de concevoir seul une animation complexe sans exiger l'aide d’intervallistes. La limite principale de l'interpolation réside dans l'impossibilité pour la machine de se représenter un dessin en tant que volume (il n'est pas question ici d'images de synthèses, mais uniquement d'animation 2D classique, non numérique) ; ainsi la décomposition d'un corps en mouvement et de ses perspectives changeantes doit tout de même nécessiter de la part de l'animateur, la création de nombreuses étapes réalisées à la main. Il peut néanmoins combiner les éléments produits, puis déplacer l'ensemble dans la composition finale plus facilement qu'à l'aide d'une animation traditionnelle, avec un plus grand droit à l'erreur et de meilleures possibilités d'ajustement.
En théorie, cette technique semble prémâcher le travail des animateurs ; en réalité elle ne fait que les assister et les alléger des routines ; elle suppose de leur part, non seulement qu'ils aient connaissance de la palette d'outils que les logiciels leur offrent, mais aussi qu'ils comprennent la logique et les limites de l'interpolation. Par exemple, pour donner du naturel à un mouvement, il faudra peut-être lui appliquer une courbe de Bézier pour déterminer une accélération ou décélération entre les deux point clé plutôt que d'y laisser une cadence linéaire ; il faudra peut-être ajouter un flou de bougé, et surtout il faudra garder à l'esprit qu'un mouvement complexe et trop long ne peut pas être géré correctement sans une grande abondance de points clés (et donc de nombreuses interventions de l'animateur dans le travail de la machine).
Il ne faut pas confondre non plus l'interpolation avec les moteurs physiques propres à l'imagerie de synthèse puisqu'en animation 2D numérique les objets ne se meuvent pas dans un espace soumis à des lois, par exemple, un ballon tombant au sol ne sera perçu par l'ordinateur que comme un rond qui devient un ovale aplati à un moment et sur un point donné de la scène. C'est donc à l'animateur de régler la dynamique de la chute, la compression du ballon sur le sol et son rebond, comme un chef de projet traditionnel déterminant les étapes clés avant le travail des intervallistes.
Les logiciels d'animation 2D numérique contemporains disposent également de paramètres 3D faisant d'eux des logiciels de 2.5D. Il ne s'agit toujours pas de 3D véritable, mais ces principes autorisent tout de même l'utilisation de caméra mobiles dans les scènes (avec détermination de focale et de profondeur de champ) et une mise en espaces des différents éléments constituant la scène. Cela permet une simplification de l'élaboration de parallaxes (déplacement arythmique des avant-plans et arrière-plans) pour dynamiser les scènes sans avoir à créer des déplacements artificiels des calques les uns par rapport aux autres.
Aujourd'hui, la proportion de dessins animés partiellement ou intégralement réalisés par ordinateur, est majoritaire. Suivant la nature de rendu souhaité, et comme nous l'avons expliqué, nombre de dessins animés numériques demandent toujours, contrairement à certaines idées reçues, que les étapes soient majoritairement réalisées par des animateurs plutôt que par interpolation.
L'ordinateur élimine surtout plusieurs restrictions et facilite grandement certaines étapes du développement d'un dessin animé :
- Il n'est plus nécessaire d'encrer et de colorer l'animation sur des cellulos transparents avec de l'encre et de la gouache. Les dessins sur papier peuvent être numérisés et la ligne peut être extraite du dessin en rendant le blanc du papier transparent. Ensuite, les dessins sont colorés numériquement.
- Il est maintenant possible d'avoir une infinité de couches d'animation. Cela était anciennement impossible puisque les cellulos, bien que transparents, devenaient de plus en plus opaques si l'on disposait trop de couches.
- Anciennement, les différentes couches de cellulos étaient assemblés sur un banc-titre et filmées image par image. Si par la suite en visionnant le résultat, il y avait un défaut technique sur une seule image, il fallait reprendre l'ensemble du travail de prise de vues. L'ordinateur facilite grandement cette étape.

### Prévisualisation de l'animation
Les techniques informatiques modernes permettent d'éviter le coût du développement de la pellicule pour tester l'animation. La vue en pelure d’oignon permet de prévisualiser les étapes pour la correction.
Une infinité d'animatiques peut être réalisée d'après les croquis préparatoires afin de prévisualiser l'animation avant la mise au propre ou bien la version mise au net avant la coloration.

#### L'outil numérique, un outil polyvalent
Le travail sur ordinateur peut intervenir à différents niveaux :
- L'artiste peut dessiner sur papier ou cellulo puis numériser son œuvre via un scanner ou un appareil photographique numérique. Il peut aussi dessiner directement sur son ordinateur en utilisant une tablette graphique.
- L'artiste peut mettre son travail en couleur via la palette graphique, ou modifier les couleurs existantes par étalonnage numérique.
- L'artiste peut aussi modéliser son œuvre en trois dimensions, et appliquer des filtres (type cel-shading) pour obtenir un rendu plus proche du dessin animé classique.
- Le travail de composition permet d'utiliser des éléments de différentes sources (ex. Personnage en trois dimensions dans un décor en deux dimensions).
- L'animation peut être réalisée par la juxtaposition d'images dessinées ou par la synthèse des images d'une séquence (Rendu d'une animation 3D, animation vectorielle, morphing, etc.).
- L'ordinateur permet de réaliser l'étape du montage audio-vidéo, et toute la post production (effets spéciaux, doublage).
- Le réseau Internet peut servir à diffuser une œuvre en tant que récit sur support numérique.

### Histoire
- Georges Sadoul, Histoire du cinéma mondial, des origines à nos jours, Paris, Flammarion, 1968, 719 p., p. 14-16
- Dominique Auzel, Émile Reynaud, et l'image s'anima, Dreamland éditeur (ISBN 978-2-910-02737-7)
- (en) Giannalberto Bendazzi (préf. Eric Goldberg, Tom Sito, Maureen Furniss, John Canemaker, Jerzy Kucia, Priit Pärn, Bruno Bozzetto, Yamamura Koji, Michel Ocelot), Animation A World History, vol. I : Foundations — The Golden Age, CRC Press, Focal Press, 2016 (ISBN 978-1-138-85452-9) (3 volumes:  (ISBN 978-1-138-94307-0))
- Olivier Cotte, Le grand livre des techniques du cinéma d’animation, Paris, Dunod, 3 octobre 2018, 360 p. (ISBN 978-2-10-077778-5), « L'animation par cellulos »
- (en) Giannalberto Bendazzi, Animation A World History, vol. II : The birth of a style — the three markets, CRC Press, Focal Press, 2017 (ISBN 978-1-138-03532-4)
- (en) Giannalberto Bendazzi, Animation A World History, vol. III : Contemporary Times, CRC Press, Focal Press, 2017 (ISBN 978-1-138-85482-6, e-ISSN 978-1-315-72074-6[à vérifier : ISSN invalide])
- Olivier Cotte, 100 ans de cinéma d'animation, encyclopédie, Éditions Dunod, 2015 (ISBN 9782100741809)
- Xavier Kawa-Topor et Philippe Moins (sous la dir.), Le cinéma d'animation en 100 films Texte imprimé, Capricci, 2016 (ISBN 9791023901108, OCLC 1010357950)
- Bernard Lonjon, Emile Reynaud, le véritable inventeur du cinéma, éditions du Roure, 2007 (ISBN 978-2-9062-7865-3)

### Technique
- Borivoj Dovnicovic, La Technique du Dessin Animé, traduction de Petar Magazin, Dreamland éditeur  (ISBN 2-9100-2723-6)
- Zoran Perisic, La prise de Vue en Animation, Techniques du banc d'animation, Éditions Dujarric, 1985
- Richard Williams, Techniques d'animation : pour le dessin animé, l'animation 3D et le jeu vidéo, Éditions Eyrolles

### Études
- Claude Allard, L'enfant au siècle des images, Albin Michel, 2000
- Geneviève Djénati, Psychanalyse des dessins animés, L'Archipel, 2001